# Red Springs
Red Springs és una població dels Estats Units a l'estat de Carolina del Nord. Segons el cens del 2000 tenia 3.493 habitants.

## Demografia
Segons el cens del 2000, Red Springs tenia 3.493 habitants, 1.320 habitatges i 893 famílies. La densitat de població era de 476,6 habitants per km².
Dels 1.320 habitatges en un 28% hi vivien nens de menys de 18 anys, en un 38,5% hi vivien parelles casades, en un 23,6% dones solteres, i en un 32,3% no eren unitats familiars. En el 28,7% dels habitatges hi vivien persones soles el 15,2% de les quals corresponia a persones de 65 anys o més que vivien soles. El nombre mitjà de persones vivint en cada habitatge era de 2,56 i el nombre mitjà de persones que vivien en cada família era de 3,1.
Per edats la població es repartia de la següent manera: un 26% tenia menys de 18 anys, un 9% entre 18 i 24, un 23,8% entre 25 i 44, un 22,8% de 45 a 60 i un 18,3% 65 anys o més.
L'edat mediana era de 38 anys. Per cada 100 dones de 18 o més anys hi havia 81,8 homes.
La renda mediana per habitatge era de 24.194 $ i la renda mediana per família de 34.760 $. Els homes tenien una renda mediana de 25.655 $ mentre que les dones 18.974 $. La renda per capita de la població era de 15.347 $. Entorn del 26% de les famílies i el 30,4% de la població estaven per davall del llindar de pobresa.

## Poblacions properes
El següent diagrama mostra les poblacions més properes.